# Hokej na lodzie na Zimowych Igrzyskach Olimpijskich 2022 – turniej kobiet
Turniej olimpijski w hokeju na lodzie kobiet podczas XXIV Zimowych Igrzysk Olimpijskich w Pekinie – żeńskie zawody hokejowe w ramach ZIO 2022. Zorganizowane zostaną w dniach 3-17 lutego 2022. W turnieju weźmie udział dziesięć reprezentacji narodowych. Chinki jako gospodynie miały zapewniony automatyczny start, pozostałe dziewięć ekip wzięło udział w turniejach kwalifikacyjnych do imprezy głównej.

## Uczestniczki
| Rodzaj kwalifikacji | Termin                            | Miejsce       | Miejsca | Zakwalifikowani                                                                             |
| --- | --------------------------------- | ------------- | ------- | ------------------------------------------------------------------------------------------- |
| Ranking IIHF 2020 obejmujący turnieje: Mistrzostwa Świata 2017 Igrzyska Olimpijskie 2018 Mistrzostwa Świata 2018 Mistrzostwa Świata 2019 Mistrzostwa Świata 2020 | 12 grudnia 2016– 10 kwietnia 2020 | Halifax Truro | 6       | Stany Zjednoczone · Kanada · Finlandia · Rosyjski Komitet Olimpijski · Szwajcaria · Japonia |
| Zwycięzca turnieju kwalifikacyjnego | 11-14 listopada 2021              | Chomutov      | 1       | Czechy                                                                                      |
| Zwycięzca turnieju kwalifikacyjnego | 11-14 listopada 2021              | Füssen        | 1       | Dania                                                                                       |
| Zwycięzca turnieju kwalifikacyjnego | 11-14 listopada 2021              | Luleå         | 1       | Szwecja                                                                                     |
| Gospodarz igrzysk |                                   |               | 1       | Chiny                                                                                       |

## Arbitrzy
Federacja IIHF wybrała dwanaście pań do sędziowania spotkań turnieju olimpijskiego jako sędzinie główne, zaś dziesięć jako sędzinie liniowe.
| Główne - Daria Abrosimowa - Nikoleta Celárová - Kelly Cooke - Daria Jermak - Maria Furberg - Tijana Haack - Cianna Lieffers - Elizabeth Mantha - Anniina Nurmi - Chelsea Rapin - Lacey Senuk - Anna Wiegand |  | Liniowe - Alex Clarke - Anna Hammar - Kendall Hanley - Jenni Heikkinen - Julia Kainberger - Lisa Linnek - Veronica Lovensnö - Diana Mokhowa - Linnea Sainio - Jacqueline Spresser - Sara Strong - Justine Todd |

## Składy
- Chiny – Bramkarki: Chan Tia, Kimberly Newell, Wang Yuqing, Obrończynie: Anna Fairman, Li Qianhua, Liu Zhixin, Wong Camryn Elise, Wong Jessica, Yu Baiwei, Zhao Qinan, Napastniczki: Kassy Betinol, Fang Xin, Guan Yingying, He Xin, Rebekah Kolstad, Rachel Llanes, Leah Lum, Taylor Lum, Hannah Miller, Anna Segedi, Madison Woo, Zhang Mengying, Zhu Rui, Trener: Brian Idalski[5]
- Czechy – Bramkarki: Klára Peslarová, Viktorie Švejdová, Kateřina Zechovská, Obrończynie: Sára Čajanová, Pavlína Horálková, Samantha Kolowratová, Dominika Lásková, Daniela Pejšová, Tereza Radová, Aneta Tejralová, Napastniczki: Kateřina Bukolská, Klára Hymlarová, Denisa Křížová, Aneta Lédlová, Alena Mills, Natálie Mlýnková, Kateřina Mrázová, Noemi Neubauerová, Kristýna Pátková, Michaela Pejzlová, Vendula Přibylová, Lenka Serdar, Tereza Vanišová, Trener: Tomáš Pacina[6]
- Dania – Bramkarki: Emma-Sofie Nordström, Cassandra Repstock-Romme, Lisa Jensen, Obrończynie: Amalie Andersen, Josephine Asperup, Simone Jacquet Thrysøe, Kristine Melberg, Malene Frandsen, Amanda Refsgaard, Sofie Skott, Napastniczki: Mia Bau Hansen, Sofia Skriver, Michele Brix, Lilli Friis-Hansen, Julie Østergaard, Josefine Persson, Maria Peters, Josefine Jakobsen, Silke Glud, Julie Oksbjerg, Emma Russell, Nicoline Jensen, Michelle Weis, Trener: Peter Elander[7]
- Finlandia – Bramkarki: Anni Keisala, Eveliina Mäkinen, Meeri Räisänen, Obrończynie: Jenni Hiirikoski, Sini Karjalainen, Nelli Laitinen, Sanni Rantala, Ronja Savolainen, Minnamari Tuominen, Ella Viitasuo, Napastniczki: Sanni Hakala, Elisa Holopainen, Michelle Karvinen, Julia Liikala, Petra Nieminen, Tanja Niskanen, Jenniina Nylund, Sofianna Sundelin, Susanna Tapani, Noora Tulus, Viivi Vainikka, Sanni Vanhanen, Emilia Vesa, Trener: Pasi Mustonen[8]
- Japonia – Bramkarki: Nana Fujimoto, Akane Konishi, Miyuu Masuhara, Obrończynie: Akane Hosoyamada, Yukiko Kawashima, Shiori Koike, Aoi Shiga, Sena Suzuki, Ayaka Toko, Shiori Yamashita, Napastniczki: Moeko Fujimoto, Remi Koyama, Hanae Kubo, Mei Miura, Chiho Osawa, Chika Otaki, Akane Shiga, Miho Shishiuchi, Suzuka Taka, Haruka Toko, Rui Ukita, Hikaru Yamashita, Haruna Yoneyama, Trener: Yuji Iizuka[9]
- Kanada – Bramkarki: Kristen Campbell, Ann-Renée Desbiens, Emerance Maschmeyer, Obrończynie: Jocelyne Larocque, Renata Fast, Ella Shelton, Ashton Bell, Erin Ambrose, Micah Zandee-Hart, Claire Thompson, Napastniczki: Rebecca Johnston, Laura Stacey, Sarah Fillier, Jillian Saulnier, Mélodie Daoust, Brianne Jenner, Sarah Nurse, Natalie Spooner, Emily Clark, Emma Maltais, Marie-Philip Poulin, Blayre Turnbull, Jamie Lee Rattray, Trener: Troy Ryan[10]
- Rosyjski Komitet Olimpijski – Bramkarki: Diana Farchutdinowa, Daria Gredzen, Maria Sorokina, Obrończynie: Angielina Gonczarienko, Jekatrina Nikołajewa, Maria Pechnikowa, Nina Pirogowa, Jelena Proworowa, Anna Sawonina, Anna Szibanowa, Napastniczki: Ludmiła Bieliakowa, Polina Bołgariewa, Oksana Bratiszewa, Jelena Dergaczowa, Jekatierina Dobrodejewa, Fanuza Kadirowa, Weronika Korżakowa, Wiktoria Kuliszowa, Ilona Markowa, Waleria Pawłowa, Anna Szochina, Olga Sosina, Aleksandra Wafina, Trener: Jewgienij Bobariko[11]
- Stany Zjednoczone – Bramkarki: Alex Cavallini, Nicole Hensley, Maddie Rooney, Obrończynie: Cayla Barnes, Megan Bozek, Jincy Dunne, Savannah Harmon, Caroline Harvey, Megan Keller, Lee Stecklein, Napastniczki: Hannah Brandt, Dani Cameranesi, Alexandra Carpenter, Jesse Compher, Kendall Coyne Schofield, Brianna Decker, Amanda Kessel, Hilary Knight, Abbey Murphy, Kelly Pannek, Abby Roque, Hayley Scamurra, Grace Zumwinkle, Trener: Joel Johnson[12]
- Szwajcaria – Bramkarki: Andrea Brändli, Saskia Maurer, Caroline Spies, Obrończynie: Nicole Bullo, Lara Christen, Sarah Forster, Sinja Leemann, Alina Marti, Shannon Sigrist, Nicole Vallario, Stefanie Wetli Napastniczki: Rahel Enzler, Lena Marie Lutz, Keely Moy, Alina Müller, Kaleigh Quennec, Evelina Raselli, Lisa Rüedi, Dominique Rüegg, Noemi Ryhner, Phoebe Staenz, Lara Stalder, Laura Zimmermann, Trener: Colin Muller[13]
- Szwecja – Bramkarki: Ida Boman, Sara Grahn, Emma Söderberg, Obrończynie: Jessica Adolfsson, Emmy Alasalmi, Emma Berglund, Johanna Fällman, Linnea Hedin, Anna Kjellbin, Maja Nylén Persson, Mina Waxin, Napastniczki: Josefin Bouveng, Olivia Carlsson, Sara Hjalmarsson, Linnea Johansson, Lisa Johansson, Lina Ljungblom, Michelle Löwenhielm, Sofie Lundin, Emma Murén, Emma Nordin, Hanna Olsson, Felizia Wikner-Zienkiewicz Trener: Ulf Lundberg[14]

## Faza grupowa
Czas rozpoczęcia spotkań według czasu lokalnego.
Kraje uczestniczek turnieju przydzielono do dwóch pięciozespołowych grup:
| Grupa A - Stany Zjednoczone - Kanada - Finlandia - Rosyjski Komitet Olimpijski - Szwajcaria |  | Grupa B - Japonia - Czechy - Szwecja - Dania - Chiny |

### Grupa A
Wyniki
| 3 lutego 2022 | Kanada | 12:1 | Szwajcaria | Narodowy Kryty Stadion, Pekin |

| Szczegóły      | Szczegóły | Szczegóły       | Szczegóły                | Szczegóły                                                                             |
| -------------- | --- | --------------- | ------------------------ | ------------------------------------------------------------------------------------- |
| Godzina: 12:10 | Sarah Fillier (EQ) 01:04 Sarah Fillier (EQ) 07:55 Natalie Spooner (EQ) 11:20 Rebecca Johnston (EQ) 28:06 Laura Stacey (EQ) 28:21 Natalie Spooner (PP) 33:20 Blayre Turnbull (EQ) 35:40 Laura Stacey (EQ) 37:02 Blayre Turnbul (EQ) 46:14 Ashton Bell (EQ) 53:46 Rebecca Johnston (PP) 56:20 Erin Ambrose (EQ) 59:58 | (3:0, 5:0, 4:1) | 48:30 (PP2) Lara Stalder | Sędzia główny: Daria Jernak Anna Wiegand Sędziowie liniowi: Lisa Linnek Linnea Sainio |
| Godzina: 12:10 | 14 |                 | 8                        | Sędzia główny: Daria Jernak Anna Wiegand Sędziowie liniowi: Lisa Linnek Linnea Sainio |

| 3 lutego 2022 | Finlandia | 2:5 | Stany Zjednoczone | Wukesong Arena, Pekin |

| Szczegóły      | Szczegóły                                           | Szczegóły       | Szczegóły | Szczegóły                                                                         |
| -------------- | --------------------------------------------------- | --------------- | --- | --------------------------------------------------------------------------------- |
| Godzina: 21:10 | Susanna Tapani (PP) 43:15 Susanna Tapani (PP) 57:40 | (0:2, 0:2, 2:1) | 10:37 (EQ) Amanda Kessel 13:00 (EQ) Alexandra Carpenter 25:32 (EQ) Kendall Coyne Schofield 26:36 (EQ) Kendall Coyne Schofield 28:01 (EQ) Alexandra Carpenter | Sędzia główny: Kelly Cooke Lacey Senuk Sędziowie liniowi: Alex Clarke Sara Strong |
| Godzina: 21:10 | 8                                                   |                 | 6 | Sędzia główny: Kelly Cooke Lacey Senuk Sędziowie liniowi: Alex Clarke Sara Strong |

| 4 lutego 2022 | Rosyjski Komitet Olimpijski | 5:2 | Szwajcaria | Narodowy Kryty Stadion, Pekin |

| Szczegóły      | Szczegóły | Szczegóły       | Szczegóły                                       | Szczegóły                                                                                             |
| -------------- | --- | --------------- | ----------------------------------------------- | --- |
| Godzina: 12:10 | Jekatierina Dobrodejewa (EQ) 05:54 Polina Bołgariewa (EQ) 17:29 Anna Szochina (EQ) 30:30 Polina Bołgariewa (EQ) 37:07 Polina Bołgariewa (SH) 41:39 | (2:1, 2:1, 1:0) | 17:16 (PP) Lara Stalder 26:57 (SH) Alina Müller | Sędzia główny: Cianna Lieffers Elizabeth Mantha Sędziowie liniowi: Kendall Hanley Jacqueline Spresser |
| Godzina: 12:10 | 10 |                 | 6                                               | Sędzia główny: Cianna Lieffers Elizabeth Mantha Sędziowie liniowi: Kendall Hanley Jacqueline Spresser |

| 5 lutego 2022 | Kanada | 11:1 | Finlandia | Wukesong Arena, Pekin |

| Szczegóły      | Szczegóły | Szczegóły       | Szczegóły                  | Szczegóły                                                                                  |
| -------------- | --- | --------------- | -------------------------- | ------------------------------------------------------------------------------------------ |
| Godzina: 12:10 | Sarah Fillier (EQ) 01:01 Sarah Nurse (EQ) 12:45 Sarah Fillier (EQ) 23:22 Sarah Nurse (EQ) 30:01 Brianne Jenner (EQ) 31:20 Brianne Jenner (EQ) 34:27 Laura Stacey (EQ) 36:35 Jamie Lee Rattray (EQ) 47:06 Sarah Nurse (EQ) 53:07 Laura Stacey (EQ) 54:10 Brianne Jenner (EQ) 54:45 | (2:1, 5:0, 4:0) | 18:27 (EQ) Minttu Tuominen | Sędzia główny: Chelsea Rapin Anna Wiegand Sędziowie liniowi: Lisa Linnek Veronica Lovensnö |
| Godzina: 12:10 | 14 |                 | 8                          | Sędzia główny: Chelsea Rapin Anna Wiegand Sędziowie liniowi: Lisa Linnek Veronica Lovensnö |

| 5 lutego 2022 | Stany Zjednoczone | 5:0 | Rosyjski Komitet Olimpijski | Wukesong Arena, Pekin |

| Szczegóły      | Szczegóły | Szczegóły       | Szczegóły | Szczegóły                                                                                |
| -------------- | --- | --------------- | --------- | ---------------------------------------------------------------------------------------- |
| Godzina: 21:10 | Savannah Harmon (EQ) 12:29 Hilary Knight (EQ) 28:51 Grace Zumwinkle (EQ) 43:57 Jesse Compher (EQ) 46:15 Alex Carpenter (EQ) 48:44 | (1:0, 1:0, 3:0) |           | Sędzia główny: Tijana Haack Anniina Nurmi Sędziowie liniowi: Anna Hammar Jenni Heikkinen |
| Godzina: 21:10 | 6 |                 | 14        | Sędzia główny: Tijana Haack Anniina Nurmi Sędziowie liniowi: Anna Hammar Jenni Heikkinen |

| 6 lutego 2022 | Szwajcaria | 0:8 | Stany Zjednoczone | Wukesong Arena, Pekin |

| Szczegóły      | Szczegóły | Szczegóły       | Szczegóły | Szczegóły                                                                           |
| -------------- | --------- | --------------- | --- | ----------------------------------------------------------------------------------- |
| Godzina: 21:10 |           | (0:5, 0:2, 0:1) | 05:40 (PP) Hilary Knight 14:04 (EQ) Jesse Compher 14:13 (EQ) Hilary Knight 16:15 (EQ) Kelly Pannek 19:38 (EQ) Amanda Kessel 22:11 (EQ) Kelly Pannek 37:12 (EQ) Alexandra Carpenter (Bozek, Dunne) 57:29 (EQ) Dani Cameranesi | Sędzia główny: Maria Furberg Lacey Senuk Sędziowie liniowi: Alex Clarke Sara Strong |
| Godzina: 21:10 | 8         |                 | 4 | Sędzia główny: Maria Furberg Lacey Senuk Sędziowie liniowi: Alex Clarke Sara Strong |

| 7 lutego 2022 | Rosyjski Komitet Olimpijski | 1:6 | Kanada | Wukesong Arena, Pekin |

| Szczegóły      | Szczegóły                | Szczegóły       | Szczegóły | Szczegóły                                                                                   |
| -------------- | ------------------------ | --------------- | --- | ------------------------------------------------------------------------------------------- |
| Godzina: 13:15 | Anna Szochina (EQ) 37:21 | (0:2, 1:2, 0:2) | 02:09 (EQ) Sarah Nurse 02:29 (EQ) Sarah Fillier 27:45 (PP) Jamie Lee Rattray 30:29 (EQ) Erin Ambrose 40:39 (PP) Rebecca Johnston 45:50 (PP) Marie-Philip Poulin | Sędzia główny: Daria Ermak Chelsea Rapin Sędziowie liniowi: Veronica Lovensnö Linnea Sainio |
| Godzina: 13:15 | 14                       |                 | 8 | Sędzia główny: Daria Ermak Chelsea Rapin Sędziowie liniowi: Veronica Lovensnö Linnea Sainio |

| 7 lutego 2022 | Szwajcaria | 3:2 | Finlandia | Narodowy Kryty Stadion, Pekin |

| Szczegóły      | Szczegóły                                                                       | Szczegóły       | Szczegóły                                             | Szczegóły                                                                                       |
| -------------- | ------------------------------------------------------------------------------- | --------------- | ----------------------------------------------------- | ----------------------------------------------------------------------------------------------- |
| Godzina: 21:10 | Lara Christen (PP) 11:52 Dominique Rüegg (PP, EA) 30:00 Lara Stalder (EQ) 41:21 | (1:0, 1:1, 1:1) | 27:49 (PP) Nelli Laitinen 50:11 (EQ) Elisa Holopainen | Sędzia główny: Cianna Lieffers Elizabeth Mantha Sędziowie liniowi: Kendall Hanley Diana Mokhowa |
| Godzina: 21:10 | 6                                                                               |                 | 14                                                    | Sędzia główny: Cianna Lieffers Elizabeth Mantha Sędziowie liniowi: Kendall Hanley Diana Mokhowa |

| 8 lutego 2022 | Stany Zjednoczone | 2:4 | Kanada | Wukesong Arena, Pekin |

| Szczegóły      | Szczegóły                                                 | Szczegóły       | Szczegóły | Szczegóły                                                                                             |
| -------------- | --------------------------------------------------------- | --------------- | --- | --- |
| Godzina: 12:10 | Dani Cameranesi (EQ) 29:17 Alexandra Carpenter (PP) 31:34 | (0:1, 2:3, 0:0) | 14:10 (PP) Brianne Jenner 32:00 (EQ) Brianne Jenner 34:25 (EQ) Jamie Lee Rattray 37:25 (PS) Marie-Philip Poulin | Sędzia główny: Cianna Lieffers Elizabeth Mantha Sędziowie liniowi: Kendall Hanley Jacqueline Spresser |
| Godzina: 12:10 | 2                                                         |                 | 12 | Sędzia główny: Cianna Lieffers Elizabeth Mantha Sędziowie liniowi: Kendall Hanley Jacqueline Spresser |

| 8 lutego 2022 | Finlandia | 5:0 | Rosyjski Komitet Olimpijski | Narodowy Kryty Stadion, Pekin |

| Szczegóły      | Szczegóły | Szczegóły       | Szczegóły | Szczegóły                                                                          |
| -------------- | --- | --------------- | --------- | ---------------------------------------------------------------------------------- |
| Godzina: 21:10 | Sanni Rantala (EQ) 09:06 Michelle Karvinen (PP) 18:18 Jenniina Nylund (EQ) 27:09 Minttu Tuominen (PP) 30:37 Susanna Tapani (PP) 31:06 | (2:0, 3:0, 0:0) |           | Sędzia główny: Kelly Cooke Anna Wiegand Sędziowie liniowi: Alex Clarke Sara Strong |
| Godzina: 21:10 | 6 |                 | 14        | Sędzia główny: Kelly Cooke Anna Wiegand Sędziowie liniowi: Alex Clarke Sara Strong |

Tabela
| Lp. | Zespół                      | M | Z | Zd | Pd | P | G+ | G- | +/− | Pkt |
| --- | --------------------------- | - | - | -- | -- | - | -- | -- | --- | --- |
| 1.  | Kanada                      | 4 | 4 | 0  | 0  | 0 | 33 | 5  | +28 | 12  |
| 2.  | Stany Zjednoczone           | 4 | 3 | 0  | 0  | 1 | 20 | 6  | +14 | 9   |
| 3.  | Rosyjski Komitet Olimpijski | 4 | 1 | 0  | 3  | 1 | 6  | 18 | –12 | 3   |
| 4.  | Szwajcaria                  | 4 | 1 | 0  | 0  | 3 | 6  | 27 | –21 | 3   |
| 5.  | Finlandia                   | 4 | 1 | 0  | 0  | 3 | 10 | 19 | –9  | 3   |

    = awans do ćwierćfinału

### Grupa B
Wyniki
| 3 lutego 2022 | Czechy | 3:1 | Chiny | Wukesong Arena, Pekin |

| Szczegóły      | Szczegóły                                                                       | Szczegóły       | Szczegóły        | Szczegóły                                                                                 |
| -------------- | ------------------------------------------------------------------------------- | --------------- | ---------------- | ----------------------------------------------------------------------------------------- |
| Godzina: 12:10 | Tereza Radová (EQ) 10:38 Denisa Křížová (EQ) 23:57 Michaela Pejzlová (EQ) 46:27 | (1:0, 1:1, 1:0) | Mi Le (PP) 29:02 | Sędzia główny: Tijana Haack Anniina Nurmi Sędziowie liniowi: Anna Hammar Julia Kainberger |
| Godzina: 12:10 | 4                                                                               |                 | 6                | Sędzia główny: Tijana Haack Anniina Nurmi Sędziowie liniowi: Anna Hammar Julia Kainberger |

| 3 lutego 2022 | Szwecja | 1:3 | Japonia | Wukesong Arena, Pekin |

| Szczegóły      | Szczegóły                     | Szczegóły       | Szczegóły                                              | Szczegóły                                                                                       |
| -------------- | ----------------------------- | --------------- | ------------------------------------------------------ | ----------------------------------------------------------------------------------------------- |
| Godzina: 16:40 | Maja Nylén Persson (EQ) 20:30 | (0:1, 1:0, 0:2) | Koike (EQ) 19:13 Ukita (EQ) 44:03 Yoneyama (ENG) 58:59 | Sędzia główny: Cianna Lieffers Elizabeth Mantha Sędziowie liniowi: Kendall Hanley Diana Mokhowa |
| Godzina: 16:40 | 6                             |                 | 4                                                      | Sędzia główny: Cianna Lieffers Elizabeth Mantha Sędziowie liniowi: Kendall Hanley Diana Mokhowa |

| 4 lutego 2022 | Dania | 1:3 | Chiny | Wukesong Arena, Pekin |

| Szczegóły      | Szczegóły                  | Szczegóły       | Szczegóły                                                         | Szczegóły                                                                                    |
| -------------- | -------------------------- | --------------- | ----------------------------------------------------------------- | -------------------------------------------------------------------------------------------- |
| Godzina: 12:10 | Malene Frandsen (EQ) 08:06 | (1:0, 0:1, 0:2) | 36:46 (EQ) Leah Lum 59:10 (EQ) Rachel Llanes 59:28 (ENG) Leah Lum | Sędzia główny: Daria Jermak Chelsea Rapin Sędziowie liniowi: Veronica Lovensnö Linnea Sainio |
| Godzina: 12:10 | 6                          |                 | 6                                                                 | Sędzia główny: Daria Jermak Chelsea Rapin Sędziowie liniowi: Veronica Lovensnö Linnea Sainio |

| 5 lutego 2022 | Japonia | 6:2 | Dania | Wukesong Arena, Pekin |

| Szczegóły | Szczegóły | Szczegóły       | Szczegóły                                              | Szczegóły                                                                           |
| --------- | --- | --------------- | ------------------------------------------------------ | ----------------------------------------------------------------------------------- |
|           | Hikaru Yamashita (EQ) 10:46 Haruka Toko (EQ) 12:08 Rui Ukita (EQ) 13:50 Ayaka Toko (EQ) 22:53 Akane Shiga (PP) 39:54 Haruna Yoneyama (EQ) 48:02 | (3:0, 2:1, 1:1) | 29:16 (EQ) Mia Bau Hansen 59:55 (PP) Josefine Jakobsen | Sędzia główny: Kelly Cooke Maria Furberg Sędziowie liniowi: Alex Clarke Sara Strong |
| 8         | | 8               |                                                        | Sędzia główny: Kelly Cooke Maria Furberg Sędziowie liniowi: Alex Clarke Sara Strong |

| 5 lutego 2022 | Czechy | 3:1 | Szwecja | Narodowy Kryty Stadion, Pekin |

| Szczegóły | Szczegóły                                                                        | Szczegóły       | Szczegóły        | Szczegóły                                                                                            |
| --------- | -------------------------------------------------------------------------------- | --------------- | ---------------- | --- |
|           | Tereza Vanišová (EQ) 18:23 Klára Hymlarová (SH) 33:56 Tereza Vanišová (EQ) 54:03 | (1:0, 1:1, 1:0) | 39:16 (EQ) Muren | Sędzia główny: Cianna Lieffers Elizabeth Mantha Sędziowie liniowi: Diana Mokhova Jacqueline Spresser |
| 12        |                                                                                  | 8               |                  | Sędzia główny: Cianna Lieffers Elizabeth Mantha Sędziowie liniowi: Diana Mokhova Jacqueline Spresser |

| 6 lutego 2022 | Chiny | 2:1 pk. | Japonia | Wukesong Arena, Pekin |

| Szczegóły | Szczegóły                                      | Szczegóły                 | Szczegóły                   | Szczegóły                                                                                     |
| --------- | ---------------------------------------------- | ------------------------- | --------------------------- | --------------------------------------------------------------------------------------------- |
|           | Maddie Woo (EQ) 41:06 Hannah Miller (PS) 65:00 | (0:1, 0:0, 1:0, 0:0, 1:0) | 18:02 (PP) Akane Hosoyamada | Sędzia główny: Tijana Haack Anniina Nurmi Sędziowie liniowi: Jenni Heikkinen Julia Kainberger |
| 6         |                                                | 0                         |                             | Sędzia główny: Tijana Haack Anniina Nurmi Sędziowie liniowi: Jenni Heikkinen Julia Kainberger |

| 7 lutego 2022 | Dania | 3:2 | Czechy | Wukesong Arena, Pekin |

| Szczegóły | Szczegóły                                                                   | Szczegóły       | Szczegóły                                              | Szczegóły                                                                           |
| --------- | --------------------------------------------------------------------------- | --------------- | ------------------------------------------------------ | ----------------------------------------------------------------------------------- |
|           | Josefine Jakobsen (EQ) 09:14 Michelle Weis (EQ) 24:28 Silke Glud (PP) 40:49 | (1:1, 1:1, 1:0) | 05:48 (EQ) Aneta Tejralová 23:01 (EQ) Kateřina Mrázová | Sędzia główny: Maria Furberg Lacey Senuk Sędziowie liniowi: Alex Clarke Sara Strong |
| 12        |                                                                             | 8               |                                                        | Sędzia główny: Maria Furberg Lacey Senuk Sędziowie liniowi: Alex Clarke Sara Strong |

| 7 lutego 2022 | Chiny | 1:2 | Szwecja | Wukesong Arena, Pekin |

| Szczegóły      | Szczegóły                | Szczegóły       | Szczegóły                                                | Szczegóły                                                                                     |
| -------------- | ------------------------ | --------------- | -------------------------------------------------------- | --------------------------------------------------------------------------------------------- |
| Godzina: 21:10 | Kassy Betinol (EQ) 05:16 | (1:0, 0:2, 0:0) | 25:14 (PS) Felizia Wikner-Zienkiewicz 26:39 (EQ) Bouveng | Sędzia główny: Anniina Nurmi Anna Wiegand Sędziowie liniowi: Jenni Heikkinen Julia Kainberger |
| Godzina: 21:10 | 2                        |                 | 8                                                        | Sędzia główny: Anniina Nurmi Anna Wiegand Sędziowie liniowi: Jenni Heikkinen Julia Kainberger |

| 8 lutego 2022 | Japonia | 3:2 pk. | Czechy | Wukesong Arena, Pekin |

| Szczegóły      | Szczegóły                                                           | Szczegóły                 | Szczegóły                                             | Szczegóły                                                                                |
| -------------- | ------------------------------------------------------------------- | ------------------------- | ----------------------------------------------------- | ---------------------------------------------------------------------------------------- |
| Godzina: 16:40 | Haruka Toko (PP) 04:00 Haruka Toko (PP) 40:23 Hanae Kubo (PS) 65:00 | (1:0, 0:1, 1;1, 0:0, 1:0) | 26:09 (EQ) Denisa Křížová 45:53 (EQ) Natálie Mlýnková | Sędzia główny: Daria Abrosimowa Daria Ermak Sędziowie liniowi: Lisa Linnek Linnea Sainio |
| Godzina: 16:40 | 6                                                                   |                           | 10                                                    | Sędzia główny: Daria Abrosimowa Daria Ermak Sędziowie liniowi: Lisa Linnek Linnea Sainio |

| 8 lutego 2022 | Szwecja | 3:1 | Dania | Wukesong Arena, Pekin |

| Szczegóły      | Szczegóły                                                                      | Szczegóły       | Szczegóły                 | Szczegóły                                                                                 |
| -------------- | ------------------------------------------------------------------------------ | --------------- | ------------------------- | ----------------------------------------------------------------------------------------- |
| Godzina: 21:10 | Emma Nordin (EQ) 04:00 Lisa Johansson (PP) 36:00 Ebba Berglund (PP, ENG) 59:43 | (1:0, 1:1, 1:0) | 34:04 (EQ) Julie Oksbjerg | Sędzia główny: Anniina Nurmi Chelsea Rapin Sędziowie liniowi: Anna Hammar Jenni Heikkinen |
| Godzina: 21:10 | 14                                                                             |                 | 10                        | Sędzia główny: Anniina Nurmi Chelsea Rapin Sędziowie liniowi: Anna Hammar Jenni Heikkinen |

Tabela
| Lp. | Zespół  | M | Z | Zd | Pd | P | G+ | G- | +/− | Pkt |
| --- | ------- | - | - | -- | -- | - | -- | -- | --- | --- |
| 1.  | Japonia | 4 | 2 | 1  | 1  | 0 | 13 | 7  | +6  | 9   |
| 2.  | Czechy  | 4 | 2 | 0  | 1  | 1 | 10 | 8  | +2  | 7   |
| 3.  | Szwecja | 4 | 2 | 0  | 0  | 2 | 7  | 8  | –1  | 6   |
| 4.  | Dania   | 4 | 1 | 0  | 0  | 3 | 7  | 14 | –7  | 5   |
| 5.  | Chiny   | 4 | 1 | 1  | 0  | 2 | 7  | 7  | 0   | 3   |

    = awans do ćwierćfinału     = brak awansu do ćwierćfinału

## Faza finałowa

### Drabinka
|  |                             |                             |                   |                   |   |                   |                   |                |                   |                   |                   |       |       |
|  | Ćwierćfinały                | Ćwierćfinały                | Ćwierćfinały      |                   |   | Półfinały         | Półfinały         | Półfinały      |                   |                   | Finał             | Finał | Finał |
|  | Ćwierćfinały                | Ćwierćfinały                | Ćwierćfinały      |                   |   | Półfinały         | Półfinały         | Półfinały      |                   |                   | Finał             | Finał | Finał |
|  | 11 lutego 2022              |                             |                   |                   |   |                   |                   |                |                   |                   |                   |       |       |
|  |                             |                             |                   |                   |   |                   |                   |                |                   |                   |                   |       |       |
|  | Kanada                      | Kanada                      | 11                |                   |   |                   |                   |                |                   |                   |                   |       |       |
|  | Kanada                      | Kanada                      | 11                | 14 lutego 2022    |   |                   |                   |                |                   |                   |                   |       |       |
|  | Szwecja                     | Szwecja                     | 0                 |                   |   |                   |                   |                |                   |                   |                   |       |       |
|  | Szwecja                     | Szwecja                     | 0                 |                   |   | Kanada            | Kanada            | 10             |                   |                   |                   |       |       |
|  | 12 lutego 2022              |                             |                   |                   |   | Kanada            | Kanada            | 10             |                   |                   |                   |       |       |
|  |                             |                             | Szwajcaria        | Szwajcaria        | 3 |                   |                   |                |                   |                   |                   |       |       |
|  | Rosyjski Komitet Olimpijski | Rosyjski Komitet Olimpijski | Szwajcaria        | Szwajcaria        | 3 | 2                 |                   |                |                   |                   |                   |       |       |
|  | Rosyjski Komitet Olimpijski | Rosyjski Komitet Olimpijski |                   |                   |   | 2                 | 17 lutego 2022    |                |                   |                   |                   |       |       |
|  | Szwajcaria                  | Szwajcaria                  | 4                 |                   |   |                   |                   |                |                   |                   |                   |       |       |
|  | Szwajcaria                  | Szwajcaria                  | 4                 |                   |   | Kanada            | Kanada            | 3              |                   |                   |                   |       |       |
|  | 11 lutego 2022              |                             |                   |                   |   | Kanada            | Kanada            | 3              |                   |                   |                   |       |       |
|  |                             |                             | Stany Zjednoczone | Stany Zjednoczone | 2 |                   |                   |                |                   |                   |                   |       |       |
|  | Stany Zjednoczone           | Stany Zjednoczone           | Stany Zjednoczone | Stany Zjednoczone | 2 | 4                 |                   |                |                   |                   |                   |       |       |
|  | Stany Zjednoczone           | Stany Zjednoczone           | 14 lutego 2022    |                   |   | 4                 |                   |                |                   |                   |                   |       |       |
|  | Czechy                      | Czechy                      | 1                 |                   |   |                   |                   |                |                   |                   |                   |       |       |
|  | Czechy                      | Czechy                      | 1                 |                   |   | Stany Zjednoczone | Stany Zjednoczone | 4              | Mecz o 3. miejsce | Mecz o 3. miejsce | Mecz o 3. miejsce |       |       |
|  | 12 lutego 2022              |                             |                   |                   |   | Stany Zjednoczone | Stany Zjednoczone | 4              | Mecz o 3. miejsce | Mecz o 3. miejsce | Mecz o 3. miejsce |       |       |
|  |                             |                             | Finlandia         | Finlandia         | 1 |                   |                   | 16 lutego 2022 | 16 lutego 2022    | 16 lutego 2022    |                   |       |       |
|  | Finlandia                   | Finlandia                   | Finlandia         | Finlandia         | 1 | 7                 |                   | 16 lutego 2022 | 16 lutego 2022    | 16 lutego 2022    |                   |       |       |
|  | Finlandia                   | Finlandia                   |                   |                   |   |                   |                   | Finlandia      | Finlandia         | 4                 |                   |       |       |
|  | Japonia                     | Japonia                     | 1                 |                   |   |                   |                   |                | Finlandia         | 4                 |                   |       |       |
|  | Japonia                     | Japonia                     | 1                 |                   |   |                   |                   | Szwajcaria     | Szwajcaria        | 0                 |                   |       |       |
|  |                             |                             |                   |                   |   |                   |                   |                | Szwajcaria        | 0                 |                   |       |       |

### Ćwierćfinały
| 11 lutego 2022 | Stany Zjednoczone | 4:1 | Czechy | Wukesong Arena, Pekin |

|  |  | (0:0, 1:1, 3:0) |

| 11 lutego 2022 | Kanada | 11:0 | Szwecja | Wukesong Arena, Pekin |

|  |  | (4:0, 5:0, 2:0) |

| 12 lutego 2022 | Rosyjski Komitet Olimpijski | 2:4 | Szwajcaria | Wukesong Arena, Pekin |

|  |  | (0:0, 1:1, 1:3) |

| 12 lutego 2022 | Finlandia | 7:1 | Japonia | Wukesong Arena, Pekin |

|  |  | (2:1, 2:0, 3:0) |

### Półfinały
| 14 lutego 2022 | Kanada | 10:3 | Szwajcaria | Wukesong Arena, Pekin |

|  |  | (5:1, 3:2, 2:0) |

| 14 lutego 2022 | Stany Zjednoczone | 4:1 | Finlandia | Wukesong Arena, Pekin |

|  |  | (0:0, 2:0, 2:1) |

### Mecz o 3. miejsce
| 16 lutego 2022 | Finlandia | 4:0 | Szwajcaria | Wukesong Arena, Pekin |

|  |  | (1:0, 0:0, 3:0) |

### Finał
| 17 lutego 2022 | Kanada | 3:2 | Stany Zjednoczone | Wukesong Arena, Pekin |

|  |  | (2:0, 1:1, 0:1) |

## Klasyfikacja końcowa
| Miejsce | Reprezentacja               | Grupa | Mecze | Punkty | Bramki+ | Bramki− | Bramki +/− |
| ------- | --------------------------- | ----- | ----- | ------ | ------- | ------- | ---------- |
| złoto   | Kanada                      | A     | 7     | 21     | 57      | 10      | +47        |
| srebro  | Stany Zjednoczone           | A     | 7     | 15     | 30      | 11      | +19        |
| brąz    | Finlandia                   | A     | 7     | 9      | 22      | 24      | -2         |
| 4.      | Szwajcaria                  | A     | 7     | 6      | 13      | 43      | -30        |
| 5.      | Rosyjski Komitet Olimpijski | A     | 5     | 3      | 8       | 22      | -14        |
| 6.      | Japonia                     | B     | 5     | 9      | 14      | 14      | 0          |
| 7.      | Czechy                      | B     | 5     | 7      | 11      | 12      | -1         |
| 8.      | Szwecja                     | B     | 5     | 6      | 7       | 19      | -12        |
| 9.      | Chiny                       | B     | 4     | 5      | 7       | 7       | 0          |
| 10.     | Dania                       | B     | 4     | 3      | 7       | 14      | -7         |